# ジョージ・ハウ (第3代ハウ子爵)

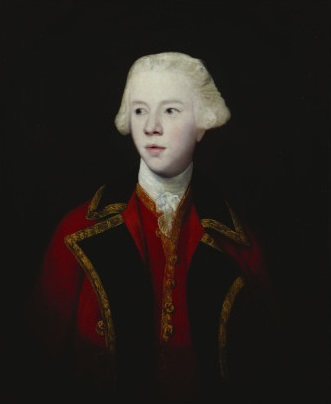
ジョシュア・レノルズによる肖像画、1750年ごろ。

第3代ハウ子爵ジョージ・オーガスタス・ハウ（英語: George Augustus Howe, 3rd Viscount Howe、1724年/1725年 – 1758年7月6日）は、グレートブリテン王国の貴族、軍人、政治家。1747年から1758年まで庶民院議員を務めた政治家である一方、主に軍人として活躍し、フレンチ・インディアン戦争では米州に派遣され、非正規軍の戦術を取り入れたことで部下に好かれた。しかし、米州派遣からわずか1年後、タイコンデロガ砦への進軍中に戦死した。

## 生涯

### 生い立ち

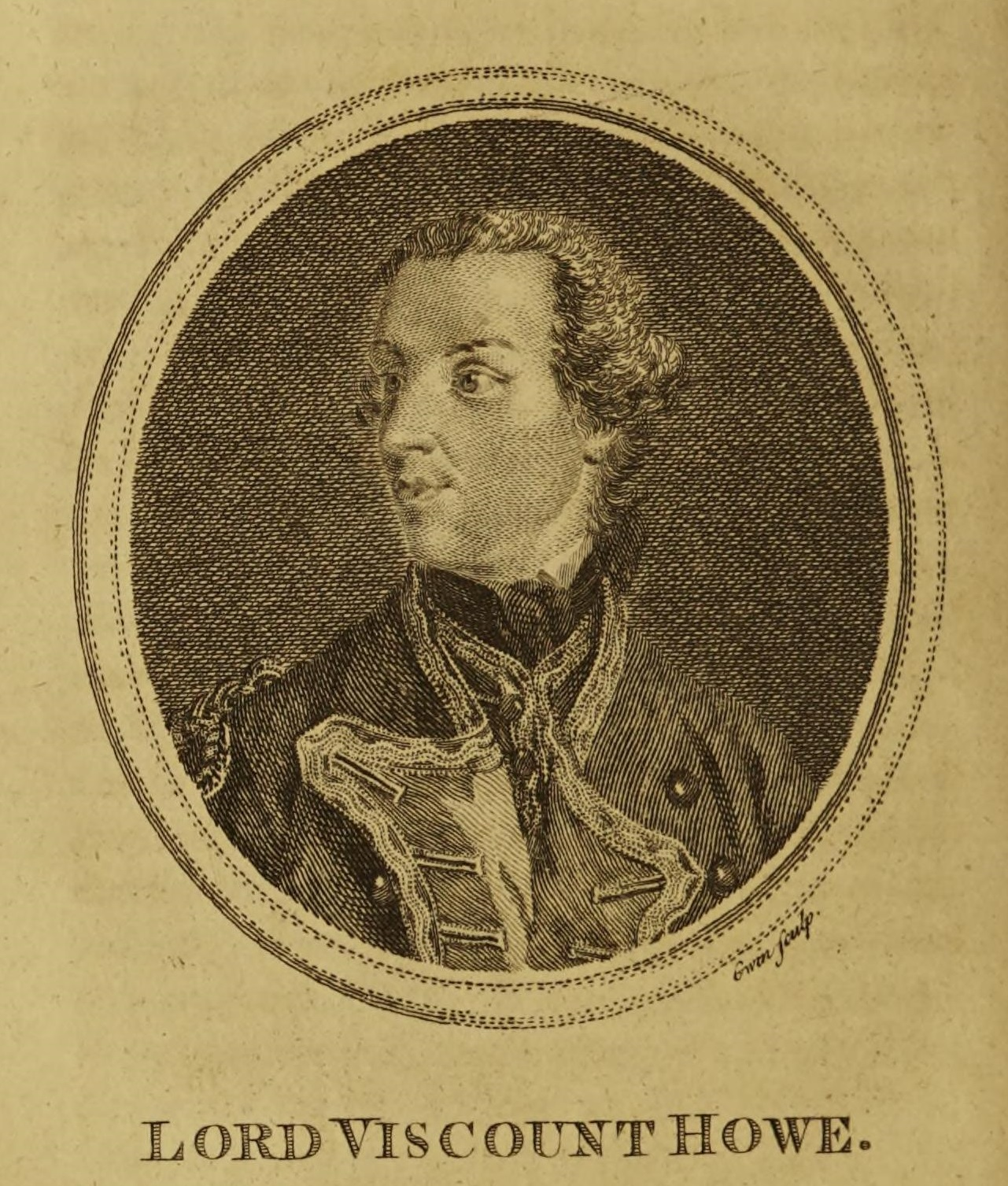
第3代ハウ子爵

第2代ハウ子爵エマニュエル・スクロープ・ハウと妻メアリー・ソフィア・シャーロット（1782年6月13日没、ダーリントン女伯爵ゾフィア・シャルロッテ・フォン・キールマンゼックとヨハン・アドルフ・フォン・キールマンゼックの娘）の息子として、1724年/1725年に生まれた。1732年11月よりウェストミンスター・スクールで、1734年ごろよりイートン・カレッジで教育を受けた。1735年3月29日に父が死去すると、ハウ子爵位を継承した。

### アメリカ派遣までの軍歴
1745年3月にエンサイン（歩兵少尉）として近衛歩兵第一連隊に入隊、1746年にlieutenant and captainに昇進した。1747年1月にカンバーランド公爵ウィリアム・オーガスタスのエー＝ド＝カン（副官）の1人としてオーストリア継承戦争のフランドル戦役に参戦、同年のラウフフェルトの戦いに参戦した。戦後の1749年5月1日にcaptain and lieutenant-colonelに昇進、1757年2月25日に大佐に昇進した。

### 政治家として
幼くして爵位を継承したため、おばにあたるペンブルック伯爵夫人メアリー（1749年9月12日没）がハウ子爵家のノッティンガムシャー政界における影響力を行使し、1747年5月にノッティンガム選挙区の補欠選挙が行われたとき、ノッティンガムの地方自治体がハウ子爵立候補させることに同意した。このとき、ハウ子爵はフランドルで従軍していた。ノッティンガム選挙区では初代ニューカッスル公爵トマス・ペラム＝ホリス（ホイッグ党所属）と第2代ミドルトン男爵フランシス・ウィラビー（トーリー党所属）が妥協し、1議席ずつ指名することで合意していたが、1747年5月の補欠選挙がトーリー党議員の死去によるものだったにもかかわらずハウ子爵がホイッグ党候補として出馬した。これにより、ニューカッスル公爵がハウ子爵への支持を拒否した上、もう1人の有力者である銀行家アベル・スミスがトーリー党候補の第2代準男爵サー・チャールズ・セドリーへの支持を表明したため、セドリーは543票対286票でハウ子爵を破った。
同年6月の総選挙ではノッティンガム選挙区のほか、ノッティンガムシャー選挙区からの出馬も検討したが、ノッティンガムシャーでは全く支持されず、早々に脱落した。ノッティンガムでは地方自治体がハウ子爵とホイッグ党の現職議員ジョン・プランプトルを支持したが、ニューカッスル公爵は（影響下にある有権者にプランプトルとセドリーに投票するよう指示したにもかかわらず）ミドルトン男爵から合意破棄を疑われ、ハウ子爵家からはハウ家をノッティンガムシャーから追い出そうとしていると攻撃された。ミドルトン男爵はニューカッスル公爵からの指示のコピーを受け取ると満足したが、トーリー党有権者はノッティンガムの地方自治体での官職就任をホイッグ党に阻まれたとしてプランプトルへの支持を拒否、さらにアベル・スミスの息子ジョージがハウ子爵家の親族にあたるメアリー・ハウ（Mary Howe、1725年11月3日 – 1761年5月18日、初代子爵の弟エマニュエル・スクロープ・ハウの娘）と婚約したことでスミスもハウ子爵支持に転じた。これによりプランプトルは当選の見込みがなくなって選挙戦から撤退、ハウ子爵とセドリーが無投票で当選した。プランプトルは1754年イギリス総選挙で再び選挙戦に挑んだが、今度はニューカッスル公爵とノッティンガムの地方自治体がハウ子爵をホイッグ党候補とすることで合意したため、ハウ子爵は980票で難なくトップ当選した。ハウ子爵は議会では政府を支持したとされた。

### フレンチ・インディアン戦争にて
1757年2月25日、大佐への昇進と同時に第60歩兵連隊第3大隊隊長に任命された。この連隊は別称ロイヤル・アメリカン連隊（Royal American regiment）が表すように、アメリカに派遣され、ハウは7月にルイブール遠征への増援とともにハリファックスに到着した。赴任にあたり、ハウはカンバーランド公による推薦の手紙を所持したという。このとき、アメリカにおけるイギリス軍は第4代ラウドン伯爵ジョン・キャンベルが指揮官を、ジェームズ・アバークロンビーが副指揮官を務めていたが、2人はすぐにハウを信用し、様々な任務を与えるようになった。ハウはエドワード砦で第60歩兵連隊と合流した後、9月28日にフレンチ・インディアン戦争に向けて新しく編成された第55歩兵連隊の隊長に任命された。11月にフランスとインディアン部隊がジャーマン・フラッツ襲撃を敢行したときはジャーマン・フラッツへの救援部隊を率いた。12月29日、北米における軍階（local rank）として准将に昇進した。
『アメリカ人名事典』によれば、ハウが部下に好かれた理由はフロンティアにおける戦闘（frontier warfare）への研究であり、一例として軍服や軍用食を非正規軍のそれに変えて、正規軍として目立たなくなるようにしたことが挙げられる。
1758年3月、大ピットはラウドン伯爵を召還した上、アバークロンビーをタイコンデロガ砦占領を目指す遠征部隊の指揮官に、ハウを副指揮官に任命した。行動の遅いアバークロンビーと精力的に行動するハウがいいコンビになることが期待されており、『オックスフォード英国人名事典』もハウが同時代のアメリカ駐留軍の間で好評を得ているとした。遠征はジョージ湖経由で道中のタイコンデロガ砦を占領した後、カナダ侵攻を目指すというものだった。そして、アバークロンビーとハウ率いる1万6千人の部隊は7月4日に出発し、5日にジョージ湖を進み、同日の夜にはジョージ湖の西側にあるサバス・デイ・ポイント（Sabbath Day Point）に到着した。フランス軍は守備を固めていたが、イギリス軍の人数がフランス軍の5倍という数の差があり、大砲を40門有したため、勝利の可能性は十分にあった。翌朝、ハウは1個中隊を率いてタイコンデロガ砦への進路を探したが、ジョージ湖から2マイルのトラウト・ブルック（Trout Brook）でフランス軍の分遣隊に遭遇した。両軍はそのまま小競り合いになり、ハウは心臓を打ちぬかれて即死した。小競り合いの結果はイギリス軍が戦死87、負傷230で、フランス軍が戦士100、捕虜150であり、さらにフランス軍が敗走したが、ハウの死によりイギリス軍の士気が下がり、7月8日のカリヨンの戦いではイギリスが大敗した。これによりアバークロンビーはやむなく撤退、翌年に更迭された。『オックスフォード英国人名事典』はハウが戦死しなかった場合、イギリス軍を勝利に導けたか不明だとしているものの、イギリス軍のジェームズ・ウルフがハウの死を国にとって大きな損失であるとし、マサチューセッツ植民地が1762年にウェストミンスター寺院でハウの記念碑を立てるなど、ハウが同時代の人々に深い印象を残したことは確かだとしている。

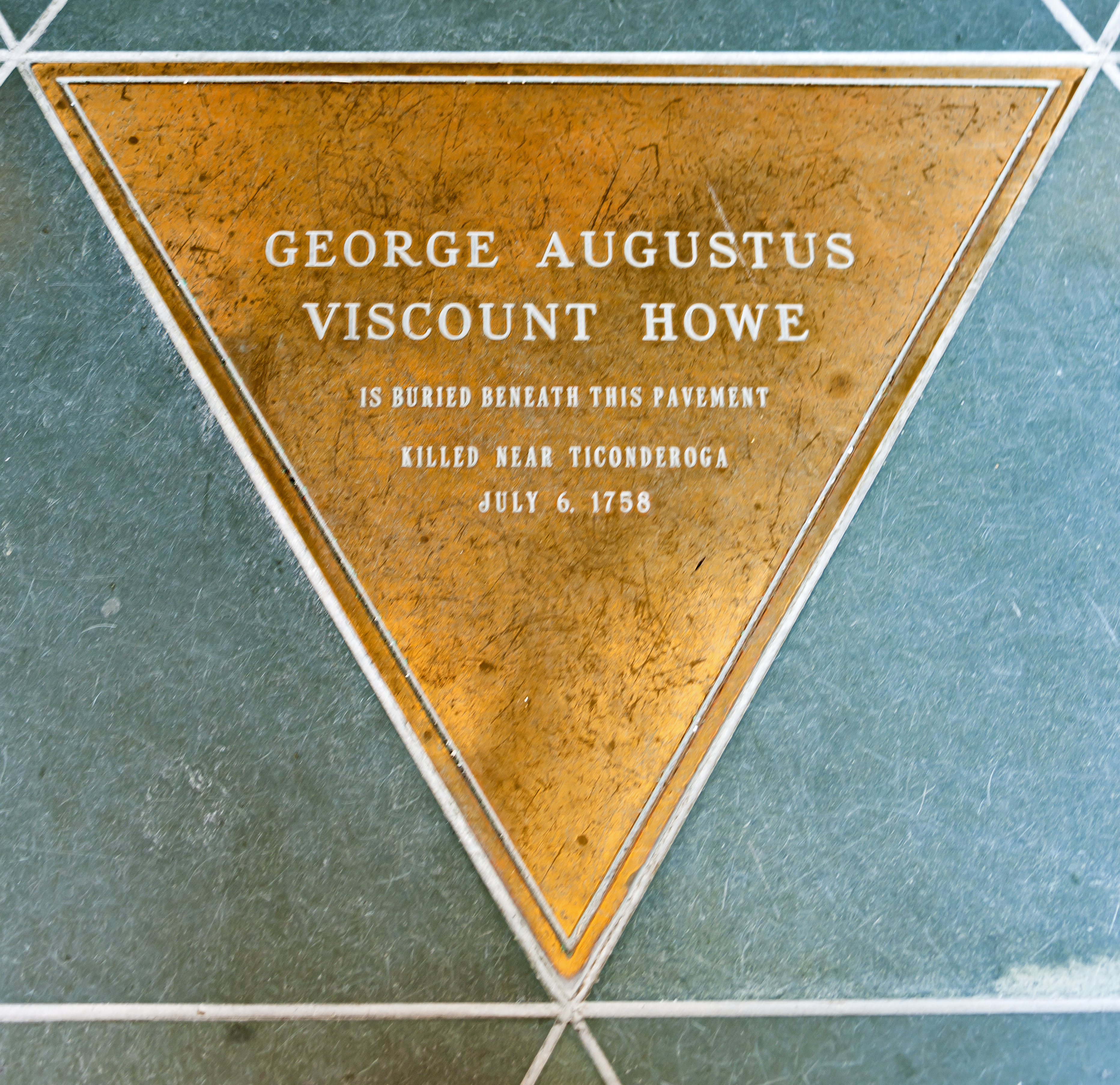
オールバニのセント・ピーター教会にあるハウ子爵の記念碑、2015年撮影。

死後、トラウト・ブルック近くで埋葬された説が根強いが、『オックスフォード英国人名事典』によれば、ハウの遺体はオールバニに運ばれ、セント・ピーター教会（St Peter's Church）に埋葬された。生涯未婚であり、弟リチャードが爵位を継承した。